# Bola de Ouro
A Bola de Ouro é uma premiação esportiva anual, criada em 1973, que reconhece o melhor futebolista da Série A do Campeonato Brasileiro de Futebol de cada ano, de acordo com votações feitas por jornalistas ao longo de cada campeonato e estatísticas de desempenho em campo. É um dos prêmios oferecidos na cerimônia da Bola de Prata, criada em 1970 pela revista Placar e, desde 2006, organizada pelo canal televisivo ESPN Brasil. A partir de 2021, passou a premiar a melhor jogadora do Campeonato Brasileiro de Futebol Feminino.
Todas as partidas da Série A do Campeonato Brasileiro de Futebol são assistidas in loco por jornalistas da ESPN Brasil, que atribuem notas de 0 a 10 para todos os jogadores e treinadores em campo. As notas atribuídas pelos jornalistas compõem 60% da nota final do jogador, enquanto outros 40% são calculados a partir de um algoritmo desenvolvido pela ESPN, que analisa mais de 100 estatísticas de desempenho de cada atleta. Ao final do campeonato, o jogador com a maior média é eleito o craque do campeonato e recebe a Bola de Ouro.
Apesar de a Bola de Prata ter sido criada em 1970, a Bola de Ouro só foi criada em 1973. O primeiro prêmio foi concedido, pela única vez, a dois jogadores: ao argentino Agustín Cejas, do Santos, e ao uruguaio Atilio Ancheta, do Grêmio; os jogadores mais bem avaliados em 1970, 1971 e 1972 foram, respectivamente, o flamenguista Francisco Reyes, o cruzeirense Dirceu Lopes e o colorado Elías Figueroa, inicialmente o único dentre esses três que viria a conseguir a premiação, já por 1976. Quarenta anos depois da criação da Bola de Ouro, Placar, na cerimônia de 2013, marcada por diversas Bolas de Prata destinadas a jogadores do campeão Cruzeiro, premiou de modo retroativo o ex-cruzeirense Dirceu Lopes com a de Ouro que ele teria recebido em 1971 caso esse prêmio já existisse.
No futebol masculino, cinco jogadores dividem o recorde (2×) de mais Bolas de Ouro: Zico, Falcão, Toninho Cerezo, Cesar Sampaio e Roberto Costa; Falcão e Roberto Costa foram os únicos a conquistar o prêmio em dois campeonatos consecutivos. O jogador com a maior média da história do prêmio foi o meio-campo Falcão (9.20), em 1979, pelo Internacional). Os critérios de avaliação foram alterados em 1995 e, desde então, a maior nota registrada foi a do atacante Gabriel Barbosa (7.30), em 2019, pelo Flamengo.
Estêvão (Palmeiras) e Vic Albuquerque (Corinthians) foram os últimos atletas a receberem o prêmio (2024).

## Regulamento
Uma comissão formada por jornalistas da ESPN Brasil assiste a todos os jogos do Campeonato Brasileiro e atribui notas de 0 a 10 para cada jogador e para os treinadores em campo. A partir de 2020, as notas atribuídas pelos jornalistas passaram a corresponder a 60% da nota final de cada jogador, enquanto outros 40% são calculados a partir de um algoritmo desenvolvido pela ESPN, que analisa mais de 100 estatísticas de desempenho dos jogadores em campo. O jogador com a maior nota média no final do campeonato (soma de todas as notas, dividida pelo número de partidas disputadas) recebe a Bola de Ouro.

## Vencedores

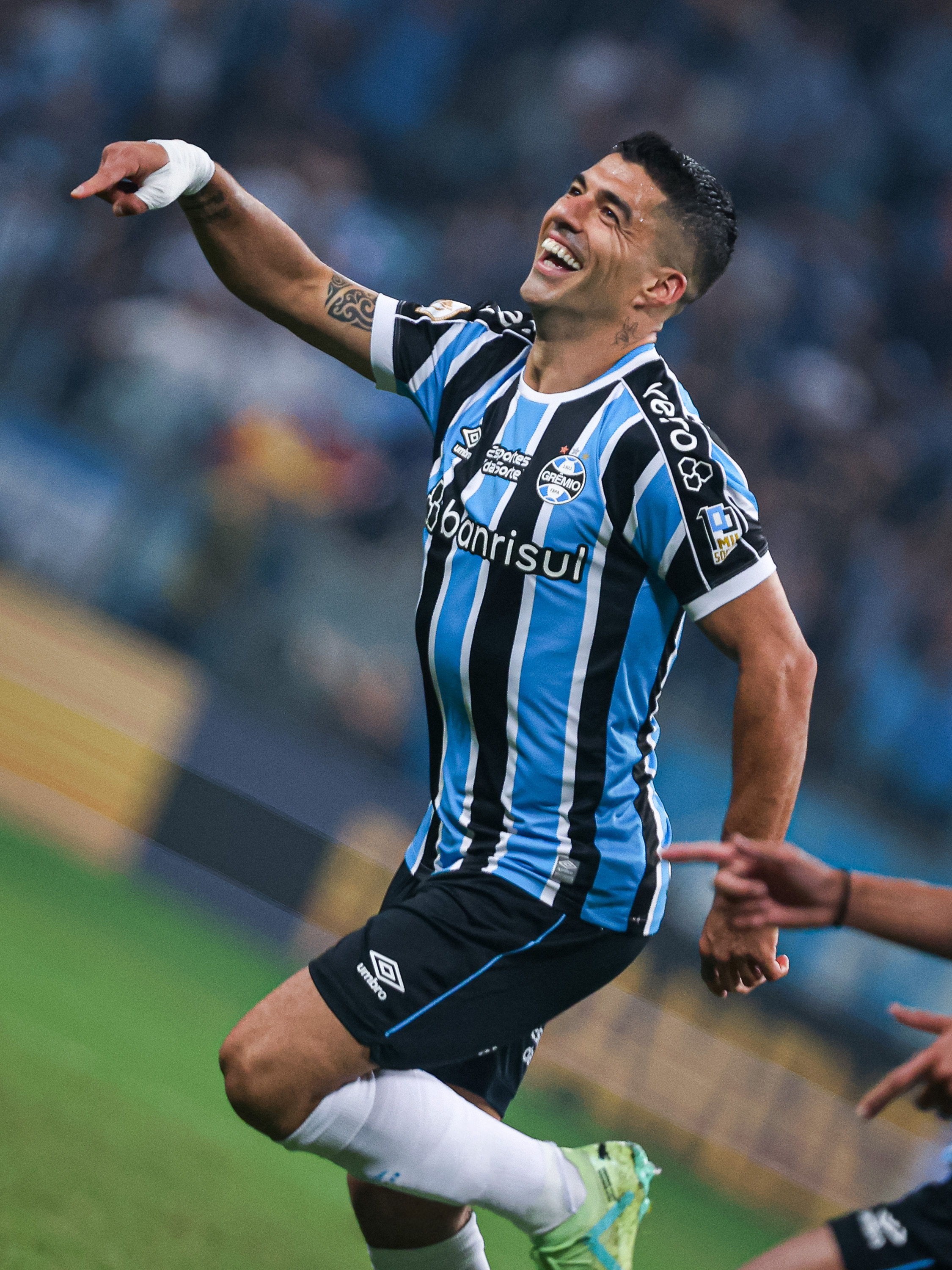
Seis jogadores estrangeiros já receberam a Bola de Ouro. O atacante uruguaio Luis Suárez venceu em 2023.

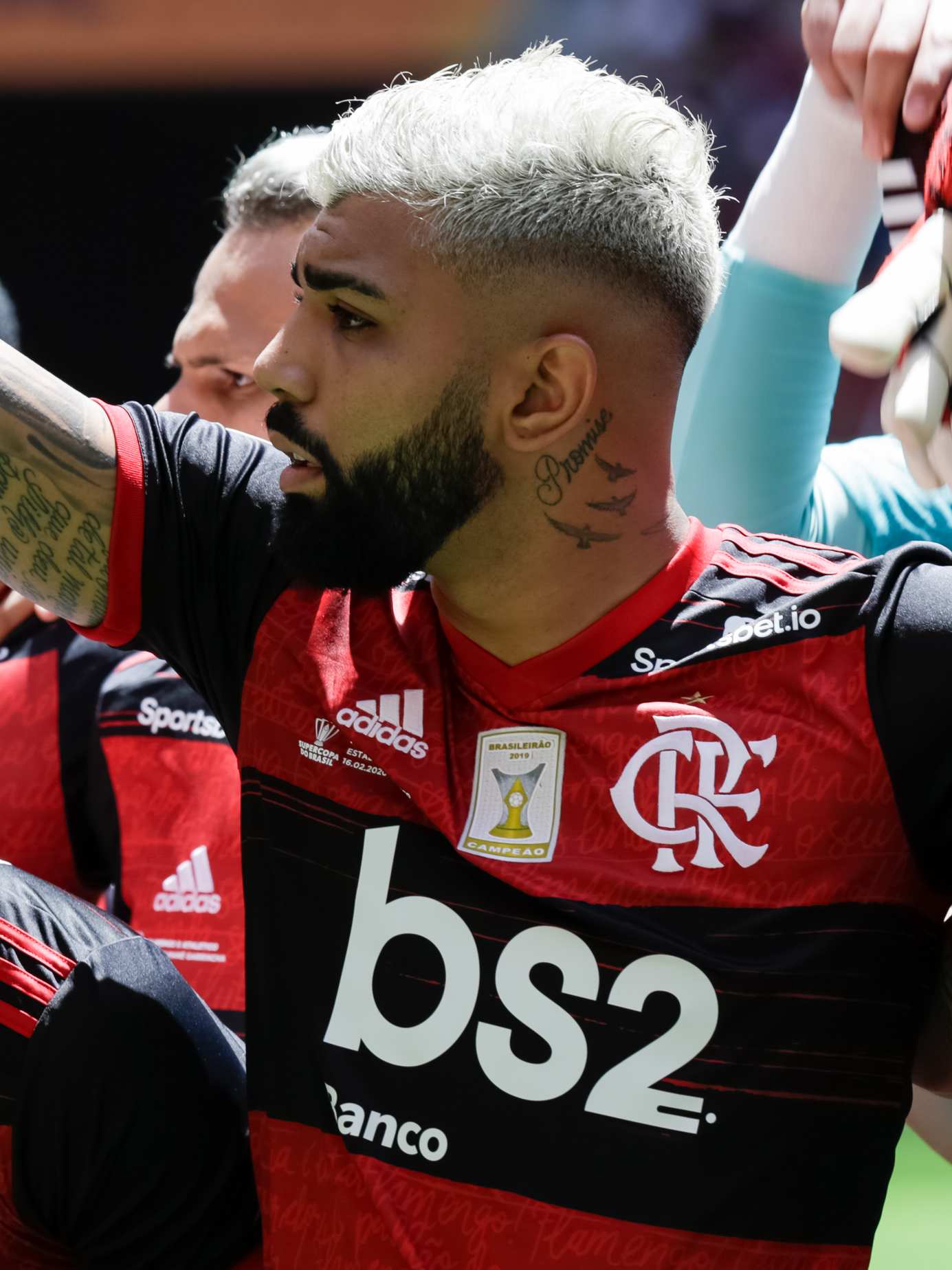
Desde 1995, a maior nota do prêmio foi a do atacante Gabriel Barbosa (7.30), em 2019, pelo Flamengo

|             | Indica que o jogador foi campeão brasileiro no mesmo ano          |
| [a]         | Indica que o jogador também recebeu a Bola de Prata de Artilheiro |
| Jogador (X) | Indica o número de vezes que o jogador recebeu o prêmio           |

| Ano  | Jogador             | Posição       | Clube               |
| ---- | ------------------- | ------------- | ------------------- |
| 2024 | Estêvão Willian     | Atacante      | Palmeiras           |
| 2023 | Luis Suárez         | Atacante      | Grêmio              |
| 2022 | Gustavo Scarpa      | Meio-campista | Palmeiras           |
| 2021 | Hulk [a]            | Atacante      | Atlético Mineiro    |
| 2020 | Claudinho [a]       | Atacante      | Bragantino          |
| 2019 | Gabriel Barbosa [a] | Atacante      | Flamengo            |
| 2018 | Dudu                | Atacante      | Palmeiras           |
| 2017 | Jô [a]              | Atacante      | Corinthians         |
| 2016 | Gabriel Jesus       | Atacante      | Palmeiras           |
| 2015 | Renato Augusto      | Meio-campista | Corinthians         |
| 2014 | Ricardo Goulart     | Meio-campista | Cruzeiro            |
| 2013 | Éverton Ribeiro     | Meio-campista | Cruzeiro            |
| 2012 | Ronaldinho Gaúcho   | Meio-campista | Atlético Mineiro    |
| 2011 | Neymar              | Atacante      | Santos              |
| 2010 | Conca               | Meio-campista | Fluminense          |
| 2009 | Adriano [a]         | Atacante      | Flamengo            |
| 2008 | Rogério Ceni        | Goleiro       | São Paulo           |
| 2007 | Thiago Neves        | Meio-campista | Fluminense          |
| 2006 | Lucas Leiva         | Meio-campista | Grêmio              |
| 2005 | Tévez               | Atacante      | Corinthians         |
| 2004 | Robinho             | Atacante      | Santos              |
| 2003 | Alex                | Meio-campista | Cruzeiro            |
| 2002 | Kaká                | Meio-campista | São Paulo           |
| 2001 | Alex Mineiro        | Atacante      | Atlético Paranaense |
| 2000 | Romário [a]         | Atacante      | Vasco da Gama       |
| 1999 | Marcelinho Carioca  | Meio-campista | Corinthians         |
| 1998 | Edílson             | Atacante      | Corinthians         |
| 1997 | Edmundo [a]         | Atacante      | Vasco da Gama       |
| 1996 | Djalminha           | Meio-campista | Palmeiras           |
| 1995 | Giovanni            | Atacante      | Santos              |
| 1994 | Amoroso             | Atacante      | Guarani             |
| 1993 | César Sampaio (2)   | Meio-campista | Palmeiras           |
| 1992 | Júnior              | Meio-campista | Flamengo            |
| 1991 | Mauro Silva         | Meio-campista | Bragantino          |
| 1990 | César Sampaio       | Meio-campista | Santos              |
| 1989 | Ricardo Rocha       | Zagueiro      | São Paulo           |
| 1988 | Taffarel            | Goleiro       | Internacional       |
| 1987 | Renato Gaúcho       | Atacante      | Flamengo            |
| 1986 | Careca [a]          | Atacante      | São Paulo           |
| 1985 | Marinho             | Atacante      | Bangu               |
| 1984 | Roberto Costa (2)   | Goleiro       | Vasco da Gama       |
| 1983 | Roberto Costa       | Goleiro       | Atlético Paranaense |
| 1982 | Zico [a] (2)        | Meio-campista | Flamengo            |
| 1981 | Paulo Isidoro       | Meio-campista | Grêmio              |
| 1980 | Toninho Cerezo (2)  | Meio-campista | Atlético Mineiro    |
| 1979 | Falcão (2)          | Meio-campista | Internacional       |
| 1978 | Falcão              | Meio-campista | Internacional       |
| 1977 | Toninho Cerezo      | Meio-campista | Atlético Mineiro    |
| 1976 | Figueroa            | Zagueiro      | Internacional       |
| 1975 | Valdir Peres        | Goleiro       | São Paulo           |
| 1974 | Zico                | Meio-campista | Flamengo            |
| 1973 | Ancheta             | Zagueiro      | Grêmio              |
| 1973 | Cejas               | Goleiro       | Santos              |
| 1972 | Figueroa            | Zagueiro      | Internacional       |
| 1971 | Dirceu Lopes        | Meio-campista | Cruzeiro            |

## Maiores vencedores
- Falcão (2)
- Figueroa (2)
- Zico (2)
- Toninho Cerezo (2)
- Roberto Costa (2)
- César Sampaio (2)

## Vencedores por país
- Brasil: 46
- Argentina: 3 (Cejas, Conca e Tévez)
- Uruguai: 2 (Ancheta e Suárez)
- Chile: 2 (Figueroa)

## Vencedores por clubes
- Flamengo: 6
- Palmeiras: 6
- Internacional: 5
- Santos: 5
- São Paulo: 5
- Corinthians: 5
- Atlético Mineiro: 4
- Cruzeiro: 4
- Grêmio: 4
- Vasco da Gama: 3
- Atlético Paranaense: 2
- Bragantino: 2
- Fluminense: 2
- Bangu: 1
- Guarani: 1